# Calathea louisae
Calathea louisae  es una especie fanerógama de la familia Marantaceae, nativa de Brasil,  pero cultivada en otros lugares como planta ornamental.

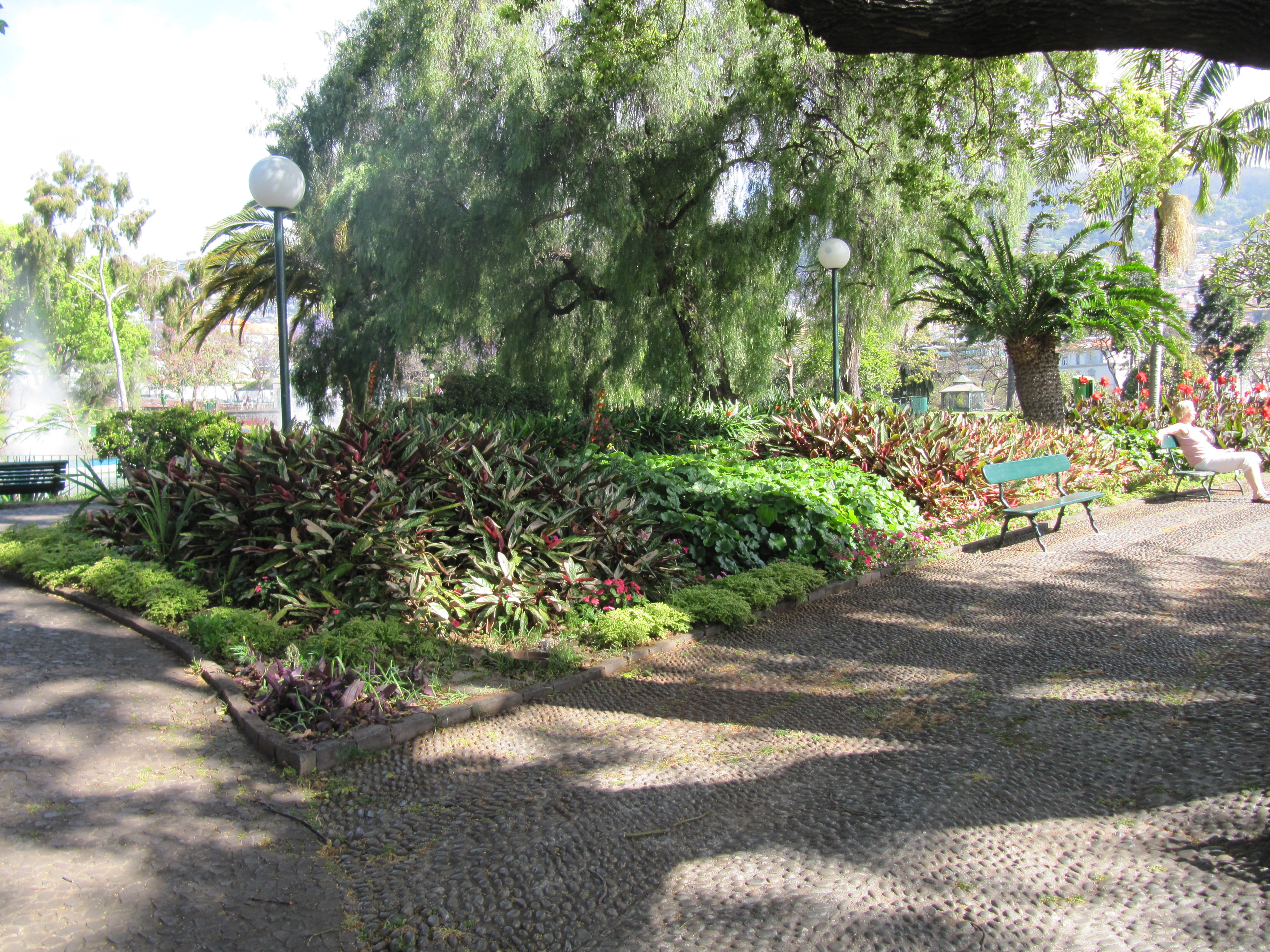
Vista de la planta

## Descripción
Calathea louisae es una hierba que alcanza un tamaño de hasta 80 cm de altura. Las láminas son de hasta 22 cm de largo por 10 cm de ancho, con dos tonos diferentes de color verde en rayas desde la costa a los márgenes.

## Taxonomía
Calathea louisae fue descrita por François Gagnepain y publicado en Bulletin de la Société Botanique de France 55: xlii. 1908.